# Sens de l'à-propos
Pour les articles homonymes, voir à propos.
En sport, avoir le sens de l'à-propos se dit de l’aptitude à effectuer une action de circonstance et on peut rajouter, appropriée[Quoi ?]. Elle fait appel à des qualités d’adaptation (pertinence) et de répartie.

## Définition
Dans le Petit Larousse de 1979, on trouve la définition de l’expression « à-propos » suivante : n.m.  « Chose dite ou faite en temps et lieu convenables : "avoir le sens de l’à-propos" ».

Dans le Petit Larousse de 2000, on trouve les définitions suivantes : n.m. 1. « Pertinence de l’acte, du geste, sens de la repartie. Ex. : "Faire preuve d’à-propos". 2. Littérature : Pièce de théâtre, poème de circonstance.

## Ensports de combat
Elle désigne l’aptitude à effectuer une action de circonstance. D’ailleurs, ce vocable peut avoir un double sens. Il signifie d’une part, que l’action est adaptée à la situation en présence et d’autre part, qu’elle arrive au moment idéal (appelé timing ; on parle dans les arts martiaux japonais, par exemple en Judo, de sen-no-sen, action dans l'action qui permet l'utilisation la plus efficace de l'énergie de l'adversaire). On dit quelquefois de certains athlètes qu’ils ont un sens aigu de l’« à-propos », pour signifier que d’instinct (naturellement) ils sont capables d’exploiter des attitudes et comportements adverses (appelées opportunités). D’ailleurs, cette qualité peut être rare chez les boxeurs trop méthodiques. Ex. : délivrer un coup de contre au corps au moment d’une attaque à la face. Voilà une intervention qui arrive à propos !
Voir également : adaptation en sport,  construction du jeu en sport, exploitation en sport et opportunité en sport.

### Illustration ensport de combat
Exemple d’action d'à-propos en boxe: 
1.  ⟹ 2.  

1. Observation : (A) est un attentiste en jab notamment

2. Décision tactique : (B) va appâter le coup de poing et contrer en coup de pied direct (front-kick) 